# Thế phả vua Pháp
Danh sách vua và hoàng đế Pháp theo dạng hình cây từ Chlodio đến Napoléon III.